# 845

## Esdeveniments
- Els vikings saquegen París i Hamburg
- Forta immigració malaia a Madagascar
- Persecució del budisme a la Xina

## Naixements
- Carles de Provença
- Árpád d'Hongria

## Necrològiques
- Bridei VII[1]
- Ibn Sad, historiador
- Turgesius